# حشمتیه (خمین)
حشمتیه (خمین)، روستایی از توابع بخش مرکزی شهرستان خمین در استان مرکزی ایران است.آستان مقدس خدیجه خاتون (س) در این روستا می باشد.

## جمعیت
این روستا در دهستان رستاق قرار دارد و براساس سرشماری مرکز آمار ایران در سال ۱۳۸۵، جمعیت آن ۷۵۷ نفر (۲۴۴خانوار) بوده‌است.